# Pseudomma frigidum
Pseudomma frigidum är en kräftdjursart som beskrevs av Hansen 1908. Pseudomma frigidum ingår i släktet Pseudomma och familjen Mysidae. Inga underarter finns listade i Catalogue of Life.